# Szlovák Szárazföldi Erők
A Szlovák Köztársaság Szárazföldi Erői (szlovákul: Pozemné sily Slovenskej republiky) a Szlovák Köztársaság Fegyveres Erőinek fő komponense. Feladata békében és háborúban egyaránt, hogy biztosítsa a Szlovák Köztársaság szuverenitását és területi egységét. Békeidőben és krízishelyzetben nem katonai fenyegetésekre is reagál.

## A jelenlegi struktúra
Főparancsnokság - Trencsén
- 1. Gépesített Dandár - Nagytapolcsány

- - 11. Gépesített Zászlóalj - Turócszentmárton
    - Zászlóalj törzs
    - 3 gépesített BVP-2 század
      - minden század, 3 gépesített szakaszból áll
      - minden századnál 1 tűztámogató szakasz található, az alábbi felépítéssel:
        - mesterlövész különítmény
        - páncéltörő raj
        - légvédelmi raj

    - Egy tűztámogató század
      - aknavetős szakasz
      - páncéltörő szakasz
      - légvédelmi szakasz

    - Egy törzstámogató század
      - parancsnoki szakasz
      - felderítő szakasz
      - javító szakasz
      - szállító szakasz

- - 12. Gépesített Zászlóalj - Nyitra
    - Zászlóalj törzs
    - Három gépesített BVP-2 század
    - Egy tűztámogató század
    - Egy törzstámogató század

- - 13. Gépesített Zászlóalj - Léva
    - Zászlóalj törzs
    - Három gépesített BVP-2 század
    - Egy tűztámogató század

- - Logisztikai Támogató Zászlóalj - Nagytapolcsány

- 2. Gépesített Dandár - Eperjes

- - 21. Vegyes Gépesített Zászlóalj - Tőketerebes
    - Zászlóalj törzs
    - Három gépesített BVP-1 század
    - Egy tűztámogató század

- - 22. Mikuláš Markus Gépesített Zászlóalj - Nagymihály
    - Zászlóalj törzs
    - Három gépesített BVP-1 század
    - Egy tűztámogató század

- - Vegyes Önjáró Tüzérosztály - Nagymihály
    - Három üteg 155 mm Zuzana önjáró löveg

- - Logisztikai Támogató Zászlóalj - Eperjes

- ABV Zászlóalj - Rozsnyó
- Műszaki Zászlóalj - Szered
- Rakétavető Tüzérosztály - Rozsnyó
  - Három üteg RM-70/85 rakéta-sorozatvető.

- Támogató Zászlóalj - Trencsén